# Coupe Spengler 1946
Navigation
Édition précédente Édition suivante
La Coupe Spengler 1946 est la 22e édition de cette tournoi de hockey sur glace organisée par le Hockey Club Davos. Elle a lieu du 29 au 31 décembre 1946 au Eissportstadion, à Davos en Suisse. Premier du classement final, le LTC Prague remporte la cinquième Coupe Spengler de son histoire,.

## Règlement du tournoi
Les équipes sont regroupés au sein d'un seul groupe. Les équipes jouent un match contre chacune des autres équipes. Le premier de la poule est déclaré vainqueur de la Coupe Spengler.

## Résultats
| 29 décembre | LTC Prague | 6-2 (2-0, 0-1, 4-0) | Zürcher SC | Eisstadion Davos |

| 29 décembre | HC Davos | 16-1 (7-0, 5-0, 4-1) | Université d'Oxford | Eisstadion Davos |

| 30 décembre | HC Davos | 2-1 (1-0, 1-1, 0-0) | Zürcher SC | Eisstadion Davos |

| 30 décembre | LTC Prague | 20-2 (6-1, 7-1, 7-0) | Université d'Oxford | Eisstadion Davos |

| 31 décembre | HC Davos | 2-9 (0-3, 2-1, 0-5) | LTC Prague | Eisstadion Davos |

| 31 décembre | Zürcher SC | 17-5 (7-0, 4-2, 6-3) | Université d'Oxford | Eisstadion Davos |

## Résultats des matchs et classement
| Clt   | Équipe              | PJ | V | D | N | BP | BC | Diff | Pts |
| ----- | ------------------- | -- | - | - | - | -- | -- | ---- | --- |
| +001, | LTC Prague          | 3  | 3 | 0 | 0 | 35 | 6  | +29  | 6   |
| +002, | HC Davos            | 3  | 2 | 1 | 0 | 20 | 11 | +9   | 4   |
| +003, | Zürcher SC          | 3  | 1 | 2 | 0 | 20 | 13 | +7   | 2   |
| +004, | Université d'Oxford | 3  | 0 | 3 | 0 | 8  | 53 | -45  | 0   |

- Vainqueur de la Coupe Spengler 1946